# Lukijan Mušicki
Lukijan Mušicki (Temerin, 1777. január 27. – Károlyváros, 1837. március 15.) szerb költő, író, nyelvész, görögkeleti püspök, a szerb nemzeti megújulás kiemelkedő alakja.

## Élete
Szülei Musić faluból költöztek Temerinbe. Újvidéken és Szegeden végezte a gimnáziumot, bölcseletet és jogot Pesten az egyetemen tanult. Schedius Lajos egyetemi esztétikai előadásainak hatása alatt irodalmi tanulmányokat is folytatott és nyelveket tanult. 1802-ben kalugyer (szerzetes) lett a görgetegi kolostorban; 1803-ban diakonus volt és teológiát tanított a szerb papnevelőben Karlócán; 1812-ben a rakováci kolostor arhimandritja (apátja) lett, 1823-ban ideiglenes adminisztrátora volt a károlyvárosi püspökségnek. Szabadelvű gondolkozása és politikai nézetei miatt sok üldözésnek volt kitéve, hivatalát és rangját is elvesztette. 1828-ban végül rehabilitálták és április 25-én károlyvárosi püspökké szentelték. 

## Irodalmi munkássága
1798-tól vált híressé lelkes ódáiról és más verseiről. Kezdetben szinte teljesen egyházi szláv nyelven írt, később sikerült verseinek a szerb népnyelvhez közelítő jelleget adnia. Munkáit hazafias lelkesedés hatja át, hol a népért való cselekvésre buzdít, hol a szerb nyelvet és a szerb népi hősöket  dicsőíti. Pesti tartózkodása idején barátságot kötött Vitkovics Mihállyal és Virág Benedektől átvette a klasszikus verselésre törekvést. Orosz és német klasszicista költők is hatottak rá.
Rendszeresen gyűjtötte a szerb népköltészet termékeit, és azokat elküldte Vuk Karadžićnak, valamint segített neki egy új szerb ábécé összeállításában. Egyik alapítója volt a Matica Srpska (Матица српска)  szerb irodalmi és kulturális társaságnak (Pesten, 1826-ban). 
Művei közül csak néhány jelent meg életében, verseinek gyűjteményét halála után adták ki (1838–1847). Munkássága így is nagyban hozzájárult a szerb nemzeti újjászületéshez.

### Ódák
- Oda, jusze blazsenoj tjeni Joanna Raits poszvjascsajet. Buda, 1802 (Óda Jovan Rajić, Rajics János emlékére)
- Die serbische Muse an Erzherzog Ludwig. Buda, 1808 (szerbül és németül)
- Oda gospodina Josephu om Putnik episcopa Pakracsko. Buda, 1808 (Óda Јосиф Путник, Putnik József pakráci  püspök tiszteletére)
- Oda na szmert Serea Petra Vitkovicsa paroch budinszkago. Buda, 1808 (Óda Vitkovics Péter halálára, szerbül és németül)
- Die serbische Muse bei der Namensfeier Sr. kais. Hoheit des Palatinus von Ungarn Erzherzogs Josephs. Hely n., 1808 (szerbül és németül)
- Oda na szmert… Szavii Vukovicsa. Hely n. 1810 (Óda Vukovics Szabbász halálára)
- Oda moemu prijatelja Michailu Vitkovicu. Hely n. 1811 (Óda Vitkovics Mihály barátomnak, szerbül)
- Ode auf den hochfestlichen Geburtstag Sr. Majestät Franz I. am 12. Februar 1831. Karlstad (szerbül és németül)
- Oda infantu Karolu Aloiziju erzogu lucskomu. Karlovic, 1831

Verseinek halála után kaidott gyűjteménye: Lukijana Musickoga stihotvorenija. Pest, Buda, Újvidék, 1838-47. Négy kötet (I. Pest, 1838., II. Buda, 1840, III. Ujvidék, 1844, IV. Ujvidék, 1847)